# Presidentes del Club Atlético Newell's Old Boys
Los presidentes del Club Atlético Newell's Old Boys, lo largo de sus más de 100 años de historia, fueron 27 los que tuvieron la responsabilidad de conducir los destinos institucionales del Club Atlético Newell's Old Boys. Muchos de ellos aportaron acciones para que la entidad fuera creciendo con el paso de los años. Algunos quedaron más en la memoria de los hinchas del club, porque se lograron títulos bajo sus conducciones, o por el hecho de haber realizado obras destacadas.

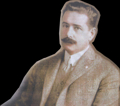
Claudio Newell.

Claudio Newell, hijo de Isaac Newell y responsable de convocar profesores, alumnos, y exalumnos del colegio para conformar el Acta de Fundación, no fue, paradójicamente, el primer Presidente. Lo fue Víctor Heitz (socio con carnet n.º 1), quien junto al secretario Guillermo Moore (que un año más tarde también estaría al frente de la institución), participó junto a Claudio de la confección del Acta. Claudio Newell, sin embargo, fue posteriormente Presidente luego de los mencionados Heitz y Moore.
Era práctica habitual en los equipos de fútbol de principios de siglo que tanto el Presidente como otros miembros de la Comisión Directiva fueran simultáneamente integrantes del equipo de fútbol. Tales son los casos de Víctor Heitz y Faustino González, entre otros. Víctor Heitz fue, además del primero, el Presidente que más veces estuvo al frente de la institución, totalizando 4 períodos diferentes.
Actualmente, el Presidente del Club Atlético Newell's Old Boys es elegido por sus socios, mediante elecciones por sufragio universal. Las mismas se celebran entre los tres y seis años posteriores a la elección previa, dependiendo este período del estatuto en curso. 
El ex Presidente de Newell's Old Boys es Eduardo Bermúdez, quien ganara las elecciones desarrolladas en junio de 2016.
El actual presidente es el médico oriundo de Hughes Ignacio Astore ganador de las elecciones el 19/09/2021

## Todos los Presidentes
| Presidente            | Años      |
| --------------------- | --------- |
| Víctor Heitz          | 1903-1906 |
| Guillermo Moore       | 1906-1907 |
| Claudio Newell        | 1907-1908 |
| Víctor Heitz          | 1908-1910 |
| Faustino González     | 1910-1911 |
| Humberto Semino       | 1911-1913 |
| Faustino González     | 1913-1914 |
| Humberto Semino       | 1914-1925 |
| Domingo Brebbia       | 1925-1927 |
| Víctor Heitz          | 1927-1933 |
| Hermenegildo Ivancich | 1933-1937 |
| Humberto Bruera       | 1937-1938 |
| Carlos Colombres      | 1938-1939 |
| Ernesto Edwards       | 1939-1940 |
| Víctor Heitz          | 1940-1941 |
| Vicente Pomponio      | 1941-1946 |
| Alfonso Quaranta      | 1946-1948 |
| Ambrosio Grimoldi     | 1948-1952 |
| Miguel Llauró         | 1952-1954 |

| Presidente         | Años          |
| ------------------ | ------------- |
| Amado Bruni        | 1954-1957     |
| Ambrosio Grimoldi  | 1957-1960     |
| Oscar García       | 1960-1961     |
| Vicente Massarelli | 1961-1963     |
| Julio Cabanellas   | 1963-1965     |
| Domingo Lucente    | 1965-1968     |
| Federico Garrone   | 1968-1972     |
| Armando Botti      | 1972-1977     |
| Emilio Carello     | 1977-1980     |
| Armando Botti      | 1980-1986     |
| Eduardo Gallo      | 1986-1989     |
| Mario García Eyrea | 1989-1991     |
| Walter Cattaneo    | 1991-1994     |
| Eduardo López      | 1994-2008     |
| Guillermo Lorente  | 2008-2015     |
| Jorge Riccobelli   | 2015-2016     |
| Eduardo Bermúdez   | 2016-2021     |
| Ignacio Astore     | 2021-presente |

## Mayor cantidad de años
| Presidente        | Años |
| ----------------- | ---- |
| Eduardo López     | 14   |
| Humberto Semino   | 13   |
| Víctor Heitz      | 12   |
| Armando Botti     | 11   |
| Ambrosio Grimoldi | 7    |

## Mayor cantidad de períodos
| Presidente        | Períodos |
| ----------------- | -------- |
| Víctor Heitz      | 4        |
| Eduardo López     | 4 (*)    |
| Faustino González | 2        |
| Humberto Semino   | 2        |
| Ambrosio Grimoldi | 2        |
| Armando Botti     | 2        |
| Guillermo Lorente | 2        |

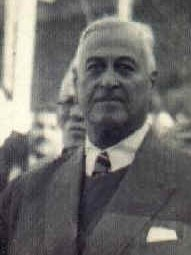
Victor Heitz.

(*) Eduardo López estuvo al frente de la institución 4 mandatos consecutivos, ganando legítimamente su primera elección en 1994. Según el estatuto correspondían los siguientes comicios en 1997 pero la oposición presentó tarde los avales por lo que la lista de López, al ser la única postulada, ganó automáticamente. Los siguientes comicios fueron en el año 2000, otra vez hubo controversia, esta vez en cuanto a la asistencia de la oposición el día eleccionario y el depósito de sus votos que en palabras de López: "ellos no fueron, no pusieron los votos". Había habido una afluencia de 3.000 personas. Nuevamente la lista oficialista se hizo con el triunfo de manera automática. Reformado el estatuto los próximos comicios serían ahora cada 4 años correspondiendo así las siguientes elecciones celebrarse en diciembre de 2004. Nuevamente la lista de López ganó sin abrir las urnas ya que objetó judicialmente la fragua de avales por parte de la oposición anulando así su candidatura.

## Anexos
| Contenido relacionado | Datos estadísticos y trayectoria                                       | Personalidades e historia | Cultura e infraestructura                                                                                                   |
| --- | ---------------------------------------------------------------------- | --- | --- |
| - Primera División de Argentina - Máximos campeones de Primera División - Clasificación histórica de Primera División - Medallero Copa Libertadores de América - Copa de Oro Rioplatense - Newell's Femenino - Newell's de Laguna Larga - Newell's de Ecuador | - Estadísticas del Club - Palmarés del Club - Partidos internacionales | - Isaac Newell - Historia del Club - Presidentes del Club - Futbolistas del Club - Entrenadores del Club - Eduardo López - Diego Maradona - Marcelo Bielsa - Gerardo Martino - Jorge Griffa - Maxi Rodríguez | - Estadio Marcelo Bielsa - Instalaciones del Club - Hinchada del Club - Iglesia maradoniana - Lionel Messi - Lionel Scaloni |